# Forenzika
Forenzika je naziv za primjenu širokog spektra znanstvenih grana za utvrđivanje činjenica u sudskim ili upravnim postupcima. Izraz dolazi od latinskog pridjeva forensis ("pred forumom", odnosno "pred sudom"). Forenzika je i primjena znanosti u kaznenim i građanskim zakonima, uglavnom na kriminalnoj strani tijekom kaznene istrage, kao što je regulirano pravnim standardima prihvatljivih dokaza i kaznenog postupka.
Forenzički znanstvenici prikupljaju, čuvaju i analiziraju znanstvene dokaze tijekom istrage. Dok neki forenzičari putuju na mjesto zločina kako bi sami prikupili dokaze, drugi zauzimaju laboratorijsku ulogu, obavljajući analize na predmetima koje su im donijeli drugi pojedinci. Osim njihove laboratorijske uloge, forenzički znanstvenici svjedoče kao vještaci u kaznenim i građanskim predmetima i mogu raditi ili za tužiteljstvo ili za obranu. Iako je bilo koje područje tehnički moglo biti forenzičko, određeni dijelovi su se s vremenom razvili kako bi obuhvatili većinu forenzički povezanih slučajeva.

## Neke od grana forenzike
- forenzička medicina
- forenzička patologija
- forenzička psihologija
- forenzička psihijatrija
- forenzička toksikologija
- forenzička antropologija
- kriminalistika

## Vanjske poveznice
- Forensic Anthropometry
- Forensic Science na Curlie